# Население Мадагаскара

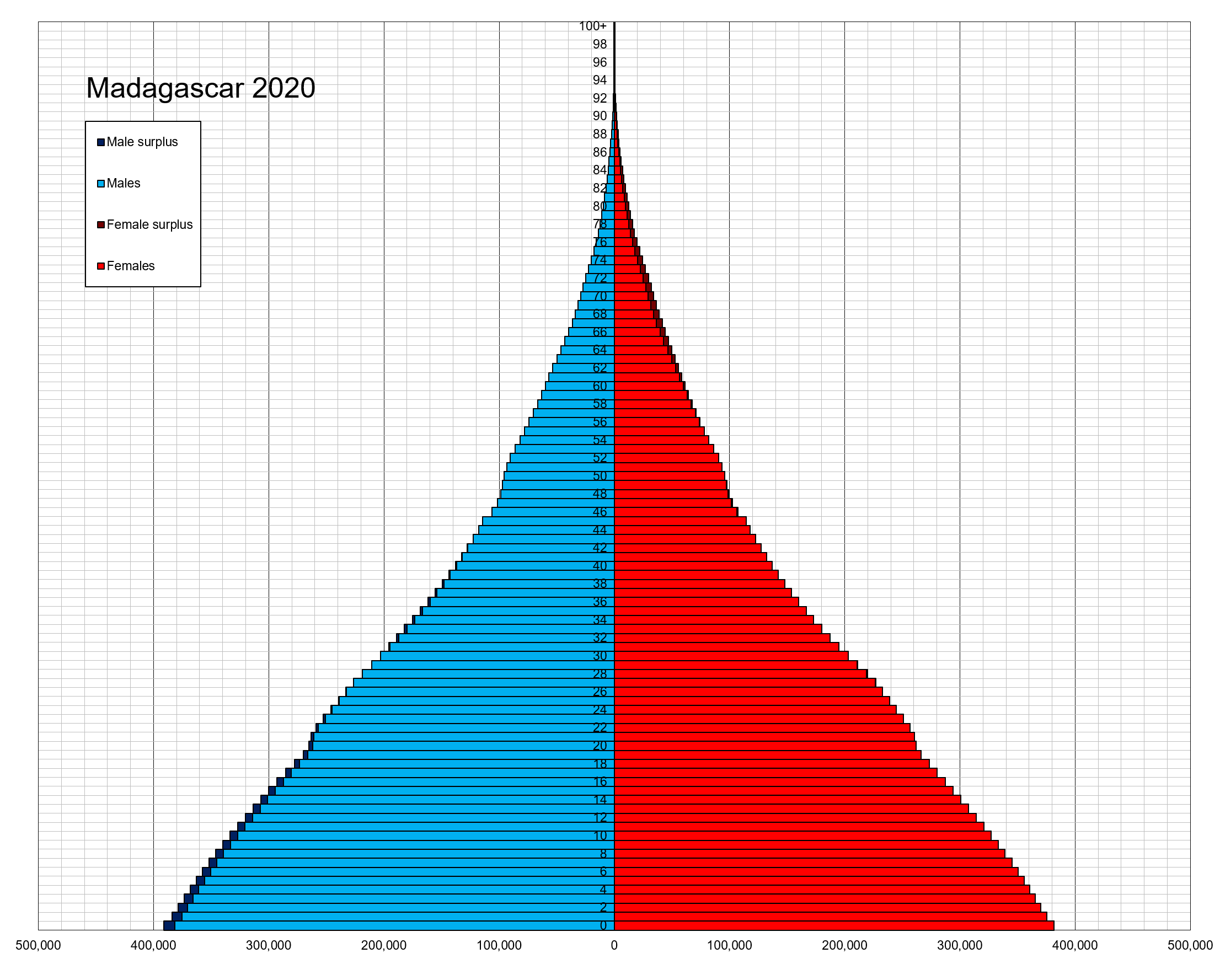
Возрастно-половая пирамида населения Мадагаскара на 2020 год

Численность населения — 24 235 390 чел. (оценка на 1 июля 2015 год).
С эпохи великих географических открытий население Мадагаскара выросло с почти млн ч. до 3 млн ч. к 1900 году, а по среднему прогнозу, численность населения страны к 2100 году составит 100 млн чел.
Годовой прирост населения определяется в 3 % (13-е место в мире).
Фертильность — 5,1 рождений на женщину.
Средняя продолжительность жизни — 61 год у мужчин, 65 лет у женщин.
Городское население — 29 %.

## 5 крупнейших городов (2010)
1. Антананариву — 1 688 000
2. Туамасина — 225 000
3. Анцирабе — 197 000
4. Фианаранцуа — 184 000
5. Махадзанга — 166 000